# Sangareddy (Distrikt)
Der Distrikt Sangareddy (Telugu సంగారెడ్డి జిల్లా, Urdu سنگاریڈی ضلع) ist ein Verwaltungsdistrikt im südindischen Bundesstaat Telangana. Verwaltungssitz ist die namensgebende Stadt Sangareddi.

## Geographie
Sangareddy liegt im Westen Telanganas, nordwestlich der Bundesstaatshauptstadt Hyderabad in der Hochebene des Dekkan.  Größter Fluss ist der Manjira, der den Distrikt von Nordwesten Richtung Südosten durchfließt.
Die benachbarten Distrikte in Telangana sind Kamareddy und Medak im Norden, Medchal-Malkajgiri im Osten sowie Rangareddy und  Vikarabad im Süden. Im Westen grenzt der Distrikt Sangareddy an die Distrikte Bidar und Kalaburagi des Bundesstaats Karnataka.

## Geschichte

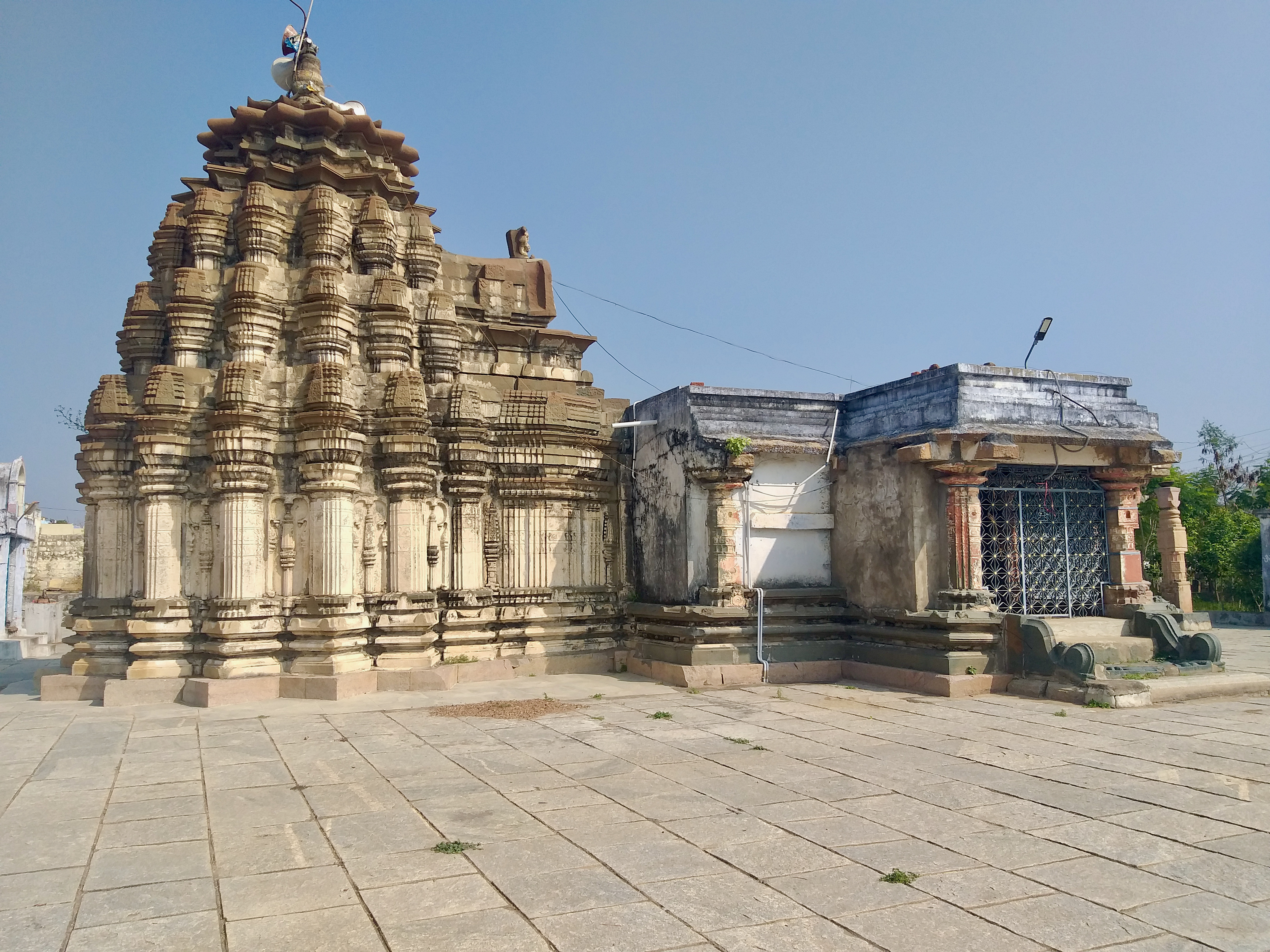
Ramalingeshwara-Tempel in Nandikandi

Der Distrikt Sangareddy entstand als einer von 21 neu eingerichteten Distrikten bei der administrativen Neueinteilung Telanganas am 11. Oktober 2016. Zuvor war Sangareddy Teil des Distrikts Medak.

## Demografie
Zum Zeitpunkt des Zensus 2011 hatte der spätere Distrikt 1.527.628 Einwohner. Die Bevölkerungsdichte lag mit 342 Einwohnern pro km² etwas über dem Durchschnitt Telanganas (312 Einwohner/km²). Das Geschlechterverhältnis zeigte mit 777.235 Männern auf 750.393 Frauen einen Männerüberschuss. Die Alphabetisierungsrate lag mit 64,04 % (Männer 73,02 %, Frauen 54,84 %) etwa im Durchschnitt Telanganas (66,54 %) und unter dem gesamtindischen Durchschnitt (74,04 %). 276.971 Personen (18,13 %) gehörten zu den registrierten unterprivilegierten Kasten (scheduled castes) und 86.710 (5,68 %) gehörten zur registrierten Stammesbevölkerung (scheduled tribes).
Der Urbanisierungsgrad lag mit 34,69 % etwas unter dem Durchschnitt Telanganas (38,88 %). Im Jahr 2011 gab es drei Orte, die den Status einer municipality (größeren Stadt) hatten: Sangareddy (71.376 Einwohner), Sadasivpet (42.950) und Zahirabad (50.532).

## Wirtschaft
Hinsichtlich des Bruttoinlandsprodukts lag Sangareddy 2015/16 mit 3.116.045 Lakh ₹ nach Hyderabad an vierter Stelle und bezüglich des Pro-Kopf-Einkommens mit 169.481 ₹ an dritter Stelle (nach Hyderabad und Rangareddy; Durchschnitt Telangana: 140.683 ₹) der Distrikte Telanganas. Die Landwirtschaft ist der dominierende Wirtschaftszweig. Beim Zensus 2011 wurden 688.156 Personen (45,05 %) als arbeitend registriert, davon 103.972 (18,72 %) als Bauern (cultivators), 218.231 (39,30 %) als Landarbeiter (agricultural labourers), 11.989 (2,16 %) als in Heimindustrien Arbeitende (household industries) und 221.167 (39,82 %) als sonstige Arbeitende.
In der Distrikthauptstadt gibt es drei große staatliche Industrieunternehmen: BHEL (Bharat Heavy Electricals, eines der Maharatna-Unternehmen), das Rüstungsunternehmen BDL (Bharat Dynamics) und die Munitionsfabrik Medak (Ordnance Factory Medak). Andere im Distrikt ansässige Industrieunternehmen sind MRF (Madras Rubber Factory) in Sadasivpet, Mahindra in Zahirabad und Aurobindo Pharma im Mandal Patancheru.
Im Distrikt befinden sich zwei große Stauseen am Fluss Manjira: der etwa 36 km von der Stadt Sangareddy gelegene, 1989 fertiggestellte Singur-Damm (auch Singoor) mit Stausee und das etwa 7 km von der Stadt Sangareddy gelegene Manjira-Staubecken (Manjira reservoir).

## Natur

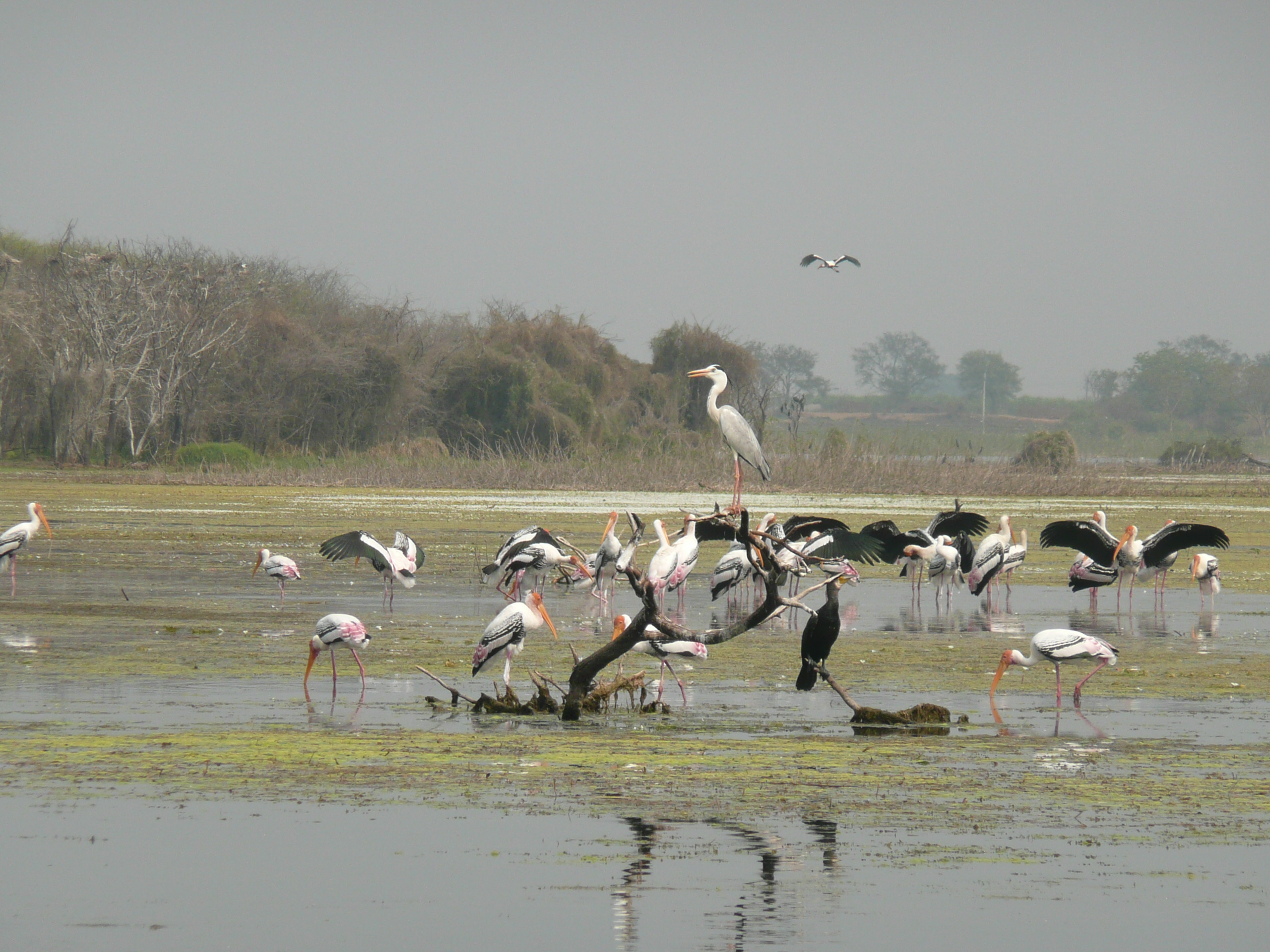
Vögel im Manjira-Naturschutzgebiet

Das etwa 20 km² große, entlang des gleichnamigen Flusses gelegene Manjira-Naturschutzgebiet (Manjira Wild life Sanctuary) ist vor allem für seine Vogelwelt bekannt.